# Московское общество собирателей почтовых знаков
Моско́вское о́бщество собира́телей почто́вых зна́ков (МОСПЗ) — филателистическая организация в России, существовавшая в Москве с 1883 по 1897 год (под названием «Московское общество собирателей почтовых марок») и с 1907 года до начала Первой мировой войны.

## История

### МОСПМ
28 сентября (10 октября) 1883 года на квартире московского филателиста И. Зиверта, который проживал в доме Торопова в Архангельском переулке, состоялось организационное собрание Московского общества собирателей почтовых марок (МОСПМ). На собрании присутствовали 20 человек, в том числе опытные коллекционеры, члены Дрезденского международного общества филателистов (нем. Internationale Philatelistenverein von 1877 Dresden e. V.): Г. Зикель, Эдмунд Петрович фон дер Бек, консул Штейдель, Эденберг, А. Якобсон.
МОСПМ было малочисленным, через десять лет после создания в нём насчитывалось 26 человек, из них трое — иногородние. Первым председателем был избран И. Зиверт, начавший коллекционировать марки ещё в 1860-е годы. Около года филателисты собирались на его квартире в Архангельском переулке, а после его переезда на другую квартиру, в дом Косова на Кисловке, встречи были перенесены туда. С декабря 1884 года члены МОСПМ собирались в гостинице «Билло» на Лубянке (снесена в 1970-х).

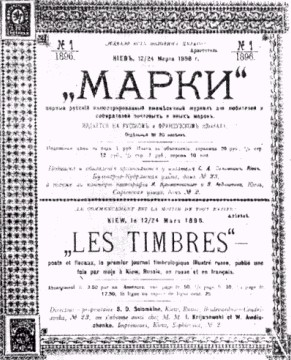
Печатный орган Общества — журнал «Марки» (№ 1, 1896)

На собраниях общества давалась информация о новых марках, делались обзоры филателистических журналов. На одном из заседаний Э. П. фон дер Бек — признанный знаток марок России — сделал сообщение о выпусках земской почты, А. П. Якобсон — о марках стран Западной Европы. Обсуждались и вопросы участия общества в международных филателистических выставках, в частности, намечаемой на июль 1896 года в Женеве. Памятное собрание проходило 20 марта 1896 года — его участники приветствовали выход в Киеве первого номера журнала «Марки».
С самого начала МОСПМ столкнулось с организационными трудностями. Поскольку устав так и не был утверждён, практически всё время оно действовало на основании временного разрешения. В 1883—1887 годах встречи проходили регулярно, однако в мае 1887 года московский генерал-губернатор князь В. А. Долгоруков запретил деятельность МОСПМ. Причиной этого решения стало подозрение, что члены общества собираются якобы в политических целях. Через полгода запрет удалось снять, и в феврале 1888 года было выдано свидетельство № 1950, разрешавшее деятельность МОСПМ. Регулярные заседания продолжались с тех пор до января 1898 года, когда МОСПМ было ликвидировано.
По предложению Э. П. фон дер Бека, журнал «Марки» был назначен органом Московского общества собирателей почтовых марок. В этом качестве он выходил начиная с третьего номера 1896 года и до конца 1897 года, а после ликвидации общества, с 1898 по 1901 год — в качестве органа Киевского кружка собирателей почтовых марок.

### МОСПЗ
Борьба за воссоздание общества продолжалась почти десять лет. Его устав был рассмотрен 7 мая 1907 года на заседании Московского особого городского по делам об обществах присутствия. Снова оно было зарегистрировано 9 октября 1907 года на основании 23-й статьи «Высочайше утверждённых 4 марта 1906 года временных правил об обществах и союзах» и стало именоваться Московским обществом собирателей почтовых знаков (МОСПЗ).
Председателем был избран Александр Германович Гольштеге — один из крупнейших и авторитетнейших филателистов. Сфера его филателистических интересов включала Россию и Финляндию. Впоследствии он был автором каталога марок дореволюционной России, изданного СФА в 1927 году под редакцией Ф. Г. Чучина.
Свою деятельность МОСПЗ начало с издания в 1908 году на русском и немецком языках сборника, приуроченного к 25-летию общества и 50-летию первой марки России. Этим же датам посвящались две памятные виньетки — синяя и красная с датами «1858—1883—1907» и текстом на русском, немецком и французском языках: «Московское общество собирателей почтовых знаков». На виньетке — изображение Московского Кремля и первой общегосударственной марки России.
В 1909 году МОСПЗ выпустило ещё одну брошюру — «Несколько слов в защиту собирания почтовых знаков оплаты». В 1912—1913 годах в списках членов МОСПЗ числилось восемь членов-учредителей и 62 действительных члена. Деятельность МОСПЗ прекратилась вскоре после начала Первой мировой войны.

## Устав и задачи МОСПМ
Главные цели, которые ставили перед собой члены МОСПМ, — исследование отечественных марок (причём они рассматривали «марочное и почтовое дело в единстве») и объединение коллекционеров. В проекте устава МОСПМ подчеркивалась необходимость:
- производить разные исследования в области своей специальности, особенно же тщательно заниматься классификацией всех русских почтовых марок, выпущенных в обращение как правительственной, так и земской почтами, и вообще изучать русское почтовое дело на всех

стадиях его развития,
- доставить возможность тесного общения всем занимающимся собиранием почтовых марок,
- ограждать неопытных собирателей от обмана их со стороны недобросовестных торговцев марками
- распространять в публике трезвый и согласный с правдой взгляд на истинные задачи собирания почтовых марок и в собирании материалов для изучения почтового дела.

Согласно уставу общества, составленному по образцу и подобию устава Московского нумизматического общества, членство в нём было многоступенчатым: его члены делились на почётных, действительных и корреспондентов. Почётными могли быть:
- лица, известные своей полезной деятельностью на поприще собирания почтовых марок,
- лица, оказавшие особые услуги обществу,
- лица, внесшие единовременно в кассу общества не менее 250 рублей.

Действительными членами общества могли быть все, «достигшие гражданского совершеннолетия и вполне правоспособные без различия пола и возраста, сочувствующие целям общества».